# 열 오염
열 오염(thermal pollution) 또는 열 농축은 주변 수온을 변화시키는 과정에 의해 수질이 저하되는 것이다. 열 오염은 인간의 영향으로 인해 자연 수역의 온도가 상승하거나 하강하는 것이다. 열 오염은 화학적 오염과 달리 물의 물리적 특성에 변화를 가져온다. 열 오염의 일반적인 원인은 발전소와 산업 제조업체에서 물을 냉각수로 사용하는 것이다. 도시 유출수(옥상, 도로, 주차장에서 지표수로 배출되는 빗물)와 저수지도 열 오염의 원인이 될 수 있다. 열 오염은 저수지 바닥에서 따뜻한 강으로 매우 차가운 물이 방출되어 발생할 수도 있다.
냉각수로 사용된 물이 더 높은 온도에서 자연 환경으로 되돌아오면 급격한 온도 변화로 인해 산소 공급이 감소하고 생태계 구성에 영향을 미친다. 특정 온도 범위에 적응한 물고기 및 기타 유기체는 "열 충격"으로 알려진 수온의 급격한 변화(급격한 증가 또는 감소)로 인해 죽을 수 있다. 따뜻한 냉각수는 수온에 장기적인 영향을 미쳐 심해를 포함한 수역의 전체 온도를 높일 수도 있다. 계절성은 이러한 온도 상승이 물기둥 전체에 어떻게 분포되는지에 영향을 미친다. 수온이 상승하면 산소 수준이 감소하여 물고기를 죽이고 먹이 사슬 구성을 변경하고 종의 생물 다양성을 감소시키며 새로운 호열성 종의 침입을 촉진할 수 있다.

## 같이 보기
- 수랭
- 수질 오염